# 尼克斯科夫 (加利福尼亞州)
尼克斯科夫（英語：Nick's Cove）是位於美國加利福尼亞州馬林縣的一個非建制地區。該地的面積和人口皆未知。

## 地理
尼克斯科夫的座標為38°11′59″N 122°55′16″W / 38.19972°N 122.92111°W，而該地的平均海拔高度為2米（即7英尺）。